# Pniewo-Czeruchy
Pniewo-Czeruchy – wieś sołectwo w Polsce położona w województwie mazowieckim, w powiecie ciechanowskim, w gminie Regimin.
| SIMC    | Nazwa    | Rodzaj    |
| ------- | -------- | --------- |
| 0124682 | Bogdanka | część wsi |
| 0124699 | Klin     | część wsi |
| 0124707 | Korczyn  | część wsi |

Pierwsza wzmianka o miejscowości pojawia się w 1318 roku.
Nazwa miejscowości ponowiona od istniejącej nazwy za pomocą członu odróżniającego "czeruchy". Pierwszy człon to nazwa dzierżawcza pochodząca od nazwy "Pień". Wieś leżąca w parafii Lekowo.
W latach 1954-1959 wieś była siedzibą gromady Pniewo-Czeruchy, po jej zniesieniu w gromadzie Regimin. W latach 1975–1998 miejscowość administracyjnie należała do województwa ciechanowskiego. 15 lutego 2002 ówczesna leśniczówka Bogdanka oraz ówczesne gajówki Klin i Korczyn stały się częściami tej wsi.
Miejscowość jest położona 10 km od Ciechanowa (8 km koleją), przy trasie kolejowej linii nr 9 (Warszawa-Gdańsk). Przystanek kolejowy nazywa się Czeruchy. Tuż za wsią znajduje się tzw. las lekowski. W lesie są leśniczówki: Korczyn, Bogdanka, Klin. W pobliżu leśniczówki Klin znajduje się głaz narzutowy z mosiężną tablicą położony we wrześniu 1969 r. w 30 rocznicę napaści hitlerowskiej z napisem: "Tu 31 marca 1944 r. padł w walce Adaś Rzewuski ps. Burza. Ujęty przez gestapo zmarł następnego dnia po torturach w Lekowie. TMZC." 
Przy drodze sułkowskiej od strony Czeruch na wzgórzu znajdują się pozostałości po cmentarzu wojennym z 1915 r. żołnierzy niemieckich i rosyjskich.